# 16e Arrondissement
Albums de Modogo Gian Franco & Papa Wemba
Notre Pere (Rumba) Trait d'union (Rumba)
16e Arrondissement est un album de Modogo Gian Franco en duo avec Papa Wemba sorti en 2010.

## Les Chansons
| No | Titre              | Durée |
| -- | ------------------ | ----- |
| 1. | 16e Arrondissement | 06:32 |
| 2. | Amour Perdu        | 07:26 |
| 3. | 100% Mode          | 05:26 |
| 4. | Miss Angel         | 06:58 |
| 5. | Indiana Jones      | 08:13 |
| 6. | Jeune Homme Rock'n | 05:26 |
| 7. | Forza Italia       | 05:58 |
| 8. | Wesh Wesh          | 04:43 |

### Les Musiciens ayant participé à cet album
- Chant :
  - Apocalypse Ya Jean
  - Guylain Madova
  - Alain Wemba
  - Pathy Pacheco
  - Chabrowne
  - Merveille
  - Echapéé
  - Tour Eiffel
  - Djo Le Noir
  - Archange
  - Savanet
  - Papa Wemba
  - Reddy Amisi
  - Modogo Gian Franco

- Basse :
  - Tosha Fulakanda Bass

- Guitares :
  - Dady Bola
  - Zamba La Foret
  - Rodrigue Solo
  - Costa Pinto

- Batterie :
  - Dady Peufa

- Synthé :
  - Ceda Cedric

- Percussions :
  - Likayabu Mbonda
  - Itshari Mbonda